# زیردریایی ائورودیکه (اس۶۴۴)
زیردریایی ائورودیکه (اس۶۴۴) (به انگلیسی: French submarine Eurydice (S644)) یک زیردریایی بود که طول آن ۵۷٫۷۵ متر (۱۸۹٫۵ فوت) بود. این زیردریایی در سال ۱۹۶۲ ساخته شد.